# پائولو نوتینی
پائولو نوتینی (انگلیسی: Paolo Nutini؛ زادهٔ ۹ ژانویهٔ ۱۹۸۷) یک موسیقی‌دان اهل اسکاتلند است. وی از سال ۲۰۰۵ میلادی تاکنون مشغول فعالیت بوده‌است. سه آلبوم تاکنون از وی منتشر شده: این خیابان‌ها (۲۰۰۶) (که در چارت انگلستان به ۳ رسید)، Sunny Side Up (۲۰۰۹)که به رتبه یک رسید و Caustic Love (۲۰۱۴) که این نیز به رتبه یک رسید.

## ترانه شناسی
- These Streets (٢٠٠۶)
- Sunny Side Up (٢٠٠٩)
- Caustic Love (٢٠١۴)
- Last Night in the Bittersweet (٢٠٢٢)